# هكتور كرايغ
هكتور كرايغ (بالإنجليزية: Hector Craig)‏ هو سياسي أمريكي، ولد في 1775 في المملكة المتحدة، وتوفي في 31 يناير 1842 في الولايات المتحدة. حزبياً، نشط في الحزب الديمقراطي. وقد انتخب عضو مجلس النواب الأمريكي.